# Ozielec
Ozielec (słow. Oželec, 1046 m) – przełęcz i polana w północnym grzbiecie Bujaczego Wierchu w słowackich Tatrach Bielskich. W grzbiecie tym kolejno znajdują się: Wysoka Skała, Goły Wierch, Ozielec i Tokarnia.
Jest to szeroka przełęcz, na zachodnią stronę do Doliny pod Koszary opadająca lesistym zboczem. Natomiast rejon przełęczy i zbocze wschodnie, opadające do Doliny za Tokarnią jest trawiaste. Znajduje się na nim polana o wymiarach około 200 m × 100 m. Witold Henryk Paryski nazywa przełęcz Tokarską Przełęczą, zaś polanę Ozielcem. Władysław Cywiński pisze: Łąka jest tak nieznacznie nachylona, a przełęcz jest jej tak naturalnym elementem, że nadawanie osobnych nazw tym topograficznym elementom jest mnożeniem bytów nad potrzeby. Tak więc w ujęciu W. Cywińskiego Ozielec to zarówno przełęcz, jak i polana.
Z polany roztacza się widok obejmujący Tatry Bielskie od Bujaczego Wierchu po Hawrań. Polana znajduje się na obszarze ochrony ścisłej TANAP-u i dla turystów wstęp tutaj jest zabroniony. W dolinach po obydwu stronach przełęczy odbywa się jednak wyrąb lasu. Rozjeżdżone przez traktory drogi dochodzą do samej przełęczy, a na północnym skraju polany, tuż przy obrzeżu bukowego lasu stoi myśliwska chatka. Oprócz dróg prowadzących z dna sąsiednich dolin od przełęczy wychodzi także ścieżka prowadząca zachodnim zboczem na Bujaczy Wierch. Wcześniejsze pomiary określały wysokość przełęczy na 1040, 1044 lub 1045 m.